# Kaple Narození Panny Marie (Borovy)
Kaple Narození Panny Marie je hodnotná venkovská klasicistní mešní kaple ve vesnici Borovy v okrese Plzeň-jih. Pro kapli zasvěcenou svátku Narození Panny Marie je charakteristické ojedinělé členění průčelí portikem. Kaple náleží pod římskokatolickou farnost Merklín vikariátu Plzeň-jih v plzeňské diecézi, pravidelné bohoslužby se v ní nekonají. Kaple je od roku 1964 chráněnou kulturní památkou České republiky.

## Umístění
Kaple Narození Panny Marie byla vystavěna na jihozápadním okraj vsi, pro rozvoj vesnice se v současnosti nachází přibližně ve středu jejího intravilánu, v nadmořské výšce 364 m. Společně s památnou Borovskou lípou stojí v těsném trojúhelníku, který je vymezen na východě silnicí I/27 z Plzně do Klatov, na jihu korytem Borovského potoka a na severozápadě místní komunikací vedoucí do jihozápadní části vsi. Několik desítek metrů od kaple na západ prochází také Železniční trať Plzeň – Klatovy – Železná Ruda.

## Historie
Původní kapli na dnešním místě nechal roku 1703 vystavět Martin Falout. Podle kroniky písmáka Tomáše Vovese přišel Martin Falout z Bavorska a na své cestě v Borovech těžce onemocněl. Jako nemocný v horečkách slíbil, že pokud se uzdraví, postaví v Borovech kapli. Uzdravil se a svůj slib splnil postavením malé dřevěné kapličky. Stránky obce Borovy však uvádí jinou verzi, podle které byla kaple vystavěna ve stejném roce nákladem vikáře Jana Tiebla a mnoha dalších dárců.
Do dřevěné kaple umístil Martin Falout sochu Panny Marie, která byla údajně vytvořená dle sochy pořízené biskupem Schaffgotschem do kostela svatého Jana Křtitele ve Vřeskovicích. Socha byla doplněna latinským nápisem, který by se do češtiny přeložil takto: „Ty, jenž tudy jdeš, poklekni a Zdrávas Maria řekni.“ Za sochou přezdívanou Panna Maria Borovská začali chodit místní, neboť věřili, že přímluva v nemoci od borovské Madony je jistá. Později se přidali lidé z okolí a brzy ke kapli hojně putovali věřící, zvláště od poloviny 18. století, uváděni jsou i poutníci z Bavorska a zastavovali zde i formani. Vděční prosebníci pořídili Panně Marii s Jezulátkem zlatem vyšívané šaty a korunovali ji korunkou s drahokamy. Z jejich darů byla kaple vystavěna z cihel, v roce 1764 omítnuta zvenku i uvnitř. K této původní kapli byla v roce 1768 na východní straně přistavěna předsíň, v níž se na kapli prvně objevily čtyři sloupy.
Chatrná dřevěná kaple však nedokázala zastavit zloděje, který sošku ukradl, sebral její roucho a samotnou sochu zahodil do řeky. Doplavala ke stavidlům mlýnského náhonu, kde ji našel mlynář. Když se pobouření obyvatel Borov uklidnilo, vybrali Borovští mezi sebou peníze a vystavěli novou kapličku. Nového roucha a korunky se dočkala i socha.
Soudobá podoba kaple pochází z roku 1834, kdy byla kaple zcela přestavěna. Nově vysvěcena byla 8. září 1835 vikářem Janem Augustem Bieblem, který v ní sloužil první mši svatou. V roce 1840 (podle historie obce až v roce 1847) získala kaple řádnou mešní licenci, což podpořilo slávu kaple. K ní pak putovala procesí, nejčastěji 8. září, a to z Přeštic, Lukavice, Nezdic, Horšic, Kbela, Předslavi, Klatov, Chudenic, Merklína, Vřeskovic a Dnešic, připojili se i němečtí obyvatelé Černotína a Přestavlk. Procesí k borovské kapli provázel zpěv i hudba, v Borovech byla všechna procesí vítána a později vyprovázena. Kázání k procesím se obvykle odehrálo venku pod lípami.
Interiér byl přemalován v roce 1941 přičiněním děkana Smetany. Díky darům obyvatel Borov se kaple dočkala výrazné opravy v roce 1955. V roce 1960 byla v menším rozsahu poškozena ohněm. Poslední větší oprava zahrnující i osazení nové věžičky proběhla v letech 1999–2000.
V 90. letech 20. století byla obnovena tradice procesí jako součást poutní slavnosti Narození Panny Marie Borovské. Procesí vychází např. od borovského Prokopova mlýna a směřuje ke kapli. Procesí samotného se účastní okolo 150 lidí, nejvíce atraktivní jsou desítky družiček v bílých šatech, mnoho dalších diváků přihlíží či čeká u kaple.

## Popis

### Exteriér
Klasicistní, přesněji empírová kaple je vystavěna na obdélném půdorysu s neodsazeným trojbokým závěrem. Průčelí dominuje otevřený portikus v celé šíří kaple, ve kterém čtyři toskánské sloupy nesou stlačené obloučky, římsu a štít. Průčelí je ukončeno nízkým trojúhelníkovým štítem s nezdobeným tympanonem. Průčelí vlastní kaple prolamuje v její hlavní ose umístěný obdélný hlavní vchod s půlkruhovým nadpražním nástavcem. Hlavní vchod je osazen dvoukřídlými dveřmi s prosklenými poli. Motiv toskánského řádu se opakuje v podobě nárožních polosloupů, které rámují průčelí vlastní kaple. Boční vchod je umístěn v pravé stěně kaple, jeho vzhled včetně světlíku odpovídá hlavnímu vchodu, osazené dveře se však liší. V levé stěně je umístěno obdélné okno s půlkruhovým zakončením, stejnou podobu mají i dvě okna v bočních stěnách presbytáře. Nároží presbytáře jsou zvýrazněna pilastry, zadní stěna má naznačené okno umístěním odpovídající ostatním.
Sedlová střecha navazuje na štít hlavního průčelí. Je krytá taškami bobrovkami a na jejích obou stranách jsou umístěny malé vikýře ve tvaru volského oka. V zadní části střechy nad kněžištěm je na hřebenu umístěna šestiboká zvonice s oplechovanou jehlancovou věžičkou. Věžička zvonice vrcholí kovovým latinským křížem, jehož křížení je nahrazeno mariánským monogramem MARIA v kruhu se svatozáří.

### Interiér
Předsíň je dlážděna keramickou dlažbou s hrubým povrchem, nad jejím rovným stropem je umístěna kruchta. Nad lodí je placková klenba. Kněžiště je odděleno půlkruhovým vítězným obloukem na pilastrech. Samotné kněžiště je zakončeno trojbokým závěrem s valenou klenbou se štukovými žebry a trojúhelníkovými výsečemi. Stěny a strop jsou zdobeny malbami, na levé straně ve štukovém zrcadle. V Soupisu památek z roku 1907 je uváděn barokní oltář se sochou Panny Marie a sochami sv. Barbory a sv. Kateřiny po stranách.

### Zvony
Soupis památek z roku 1907 zmiňuje ve věžičce dva zvony:
- Větší z roku 1851, který odlil plzeňský zvonař Václav Perner.
- Menší z roku 1761 s průměrem 32 cm a výškou 25 cm. Jeho plášť byl ozdoben plaketkou s Pannou Marií a další plaketkou snad věnovanou svatému Jakubovi. Pod ornamentálním páskem je nápis OBECZ BOROWSKA DALA MNIE LITI LETHA PANIE a pod ním I • G • K – 1761.[14]

## Galerie

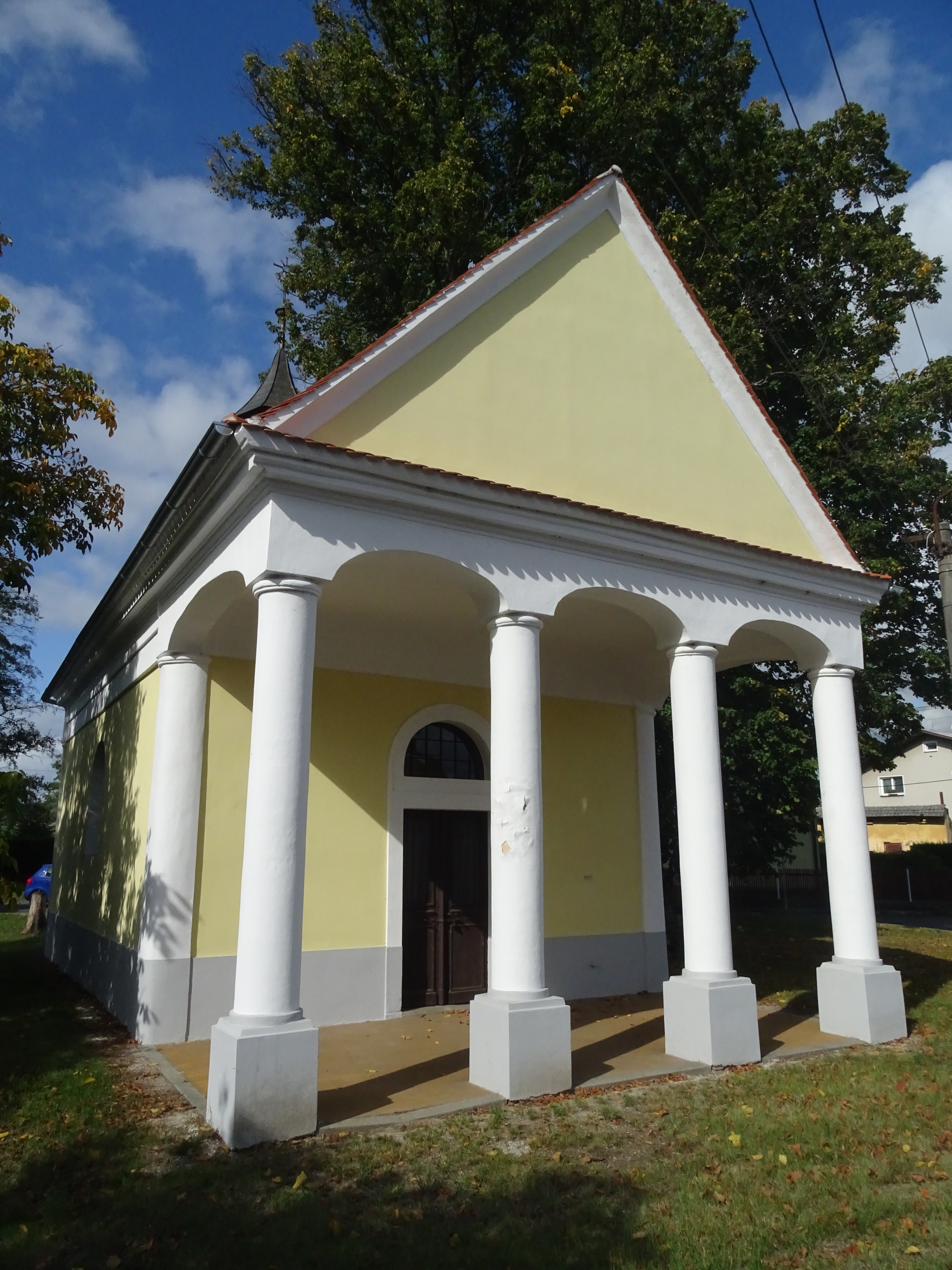
Průčelí
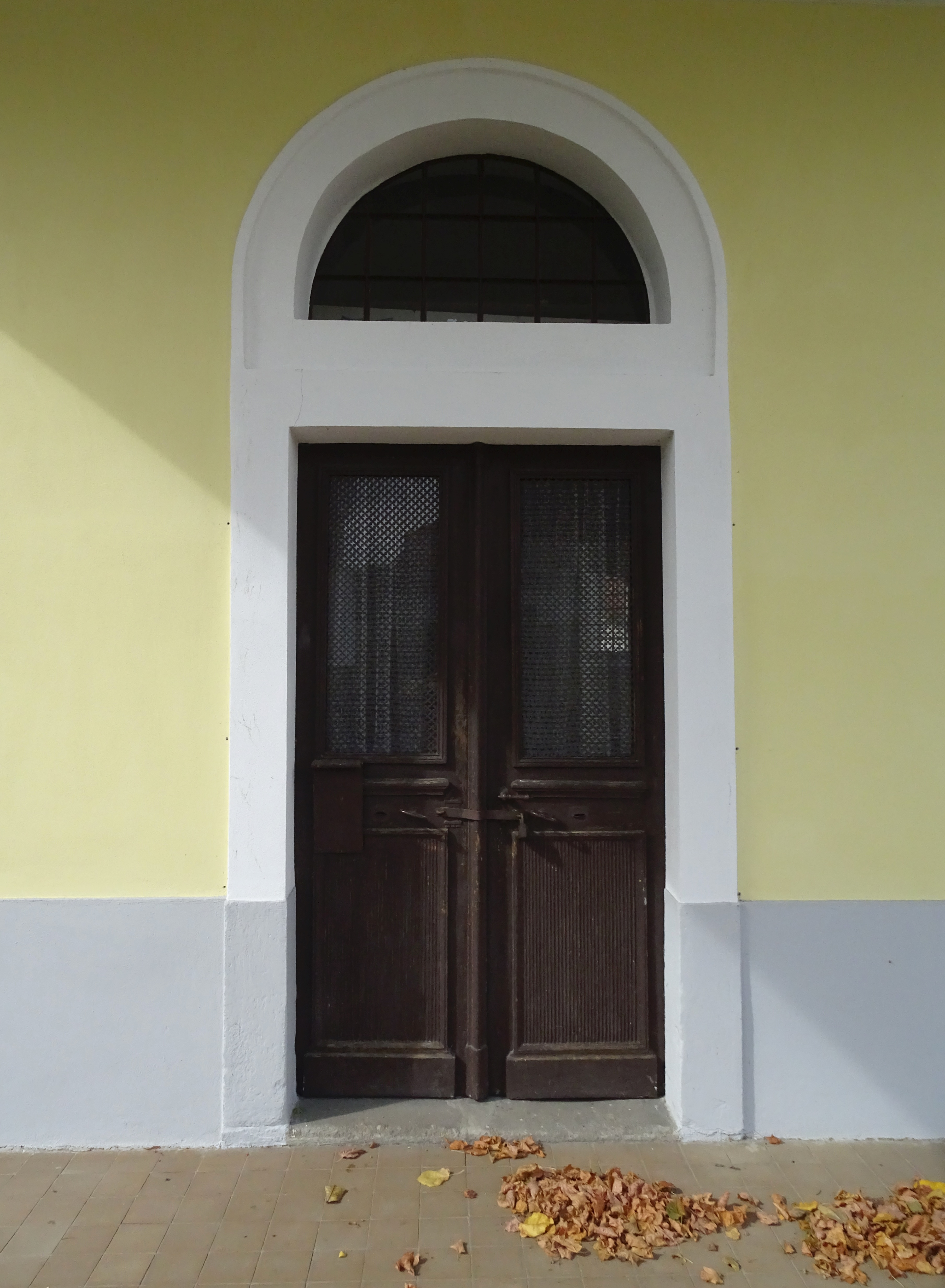
Hlavní vchod
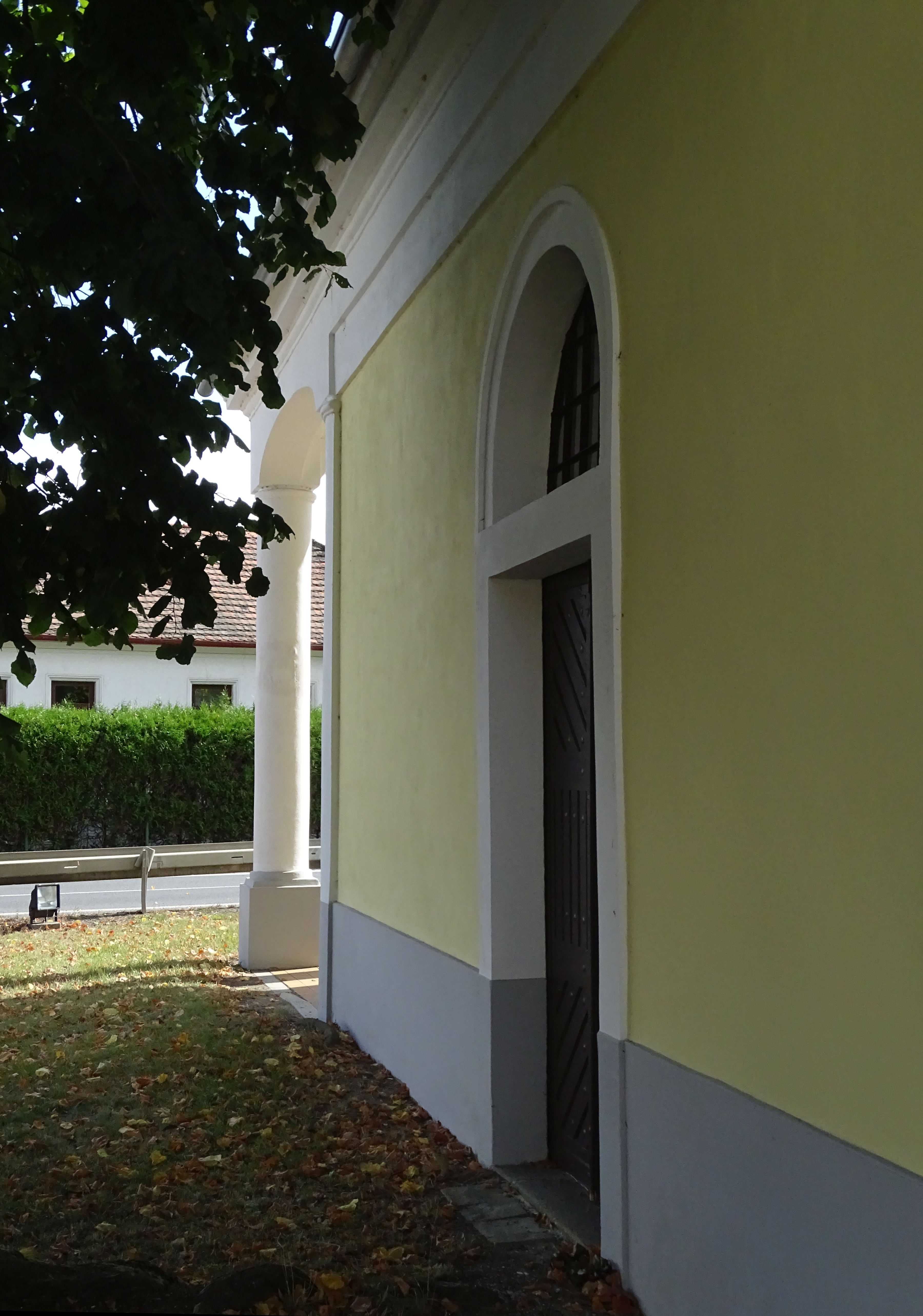
Boční vchod
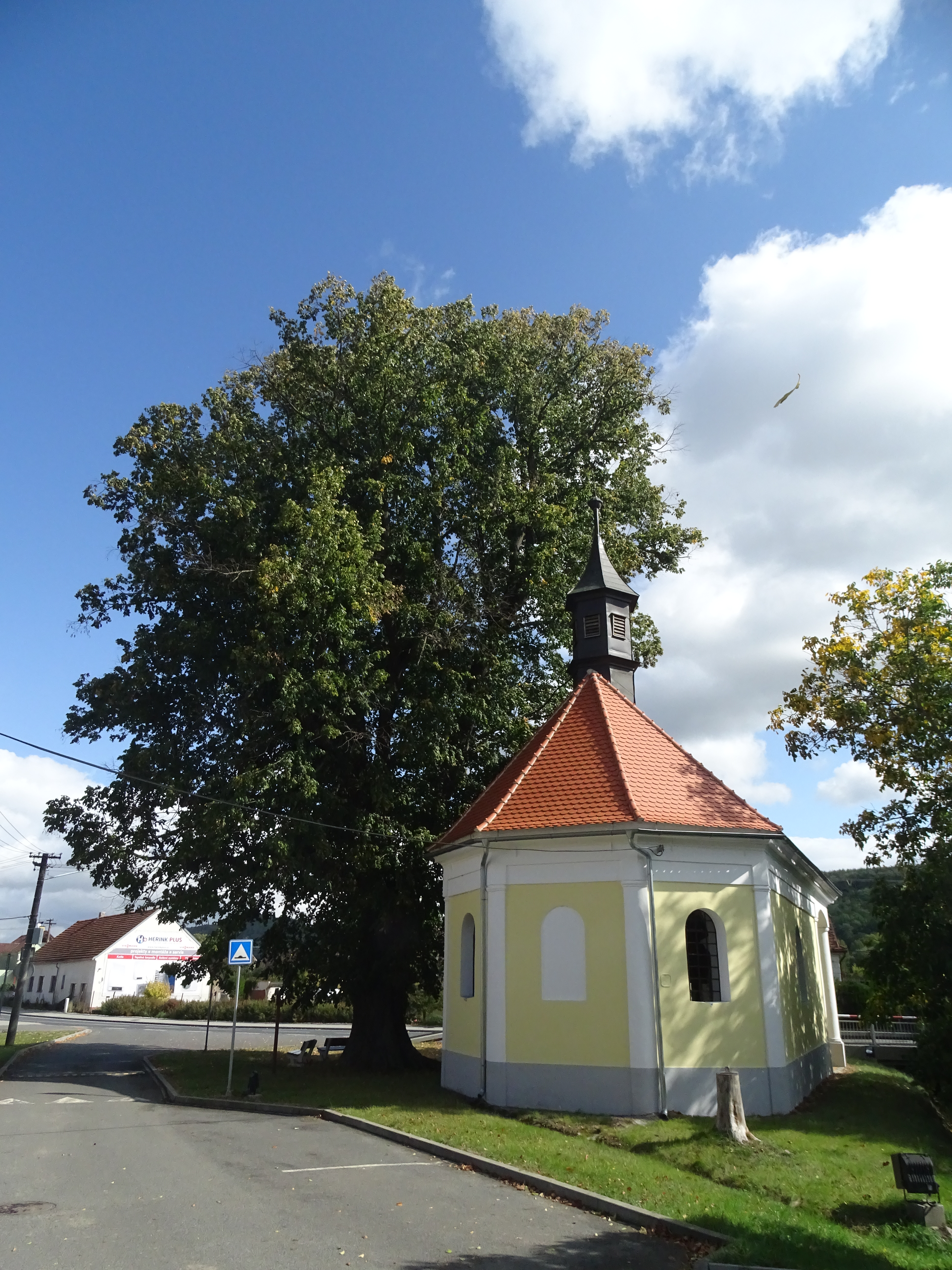
Závěr kaple
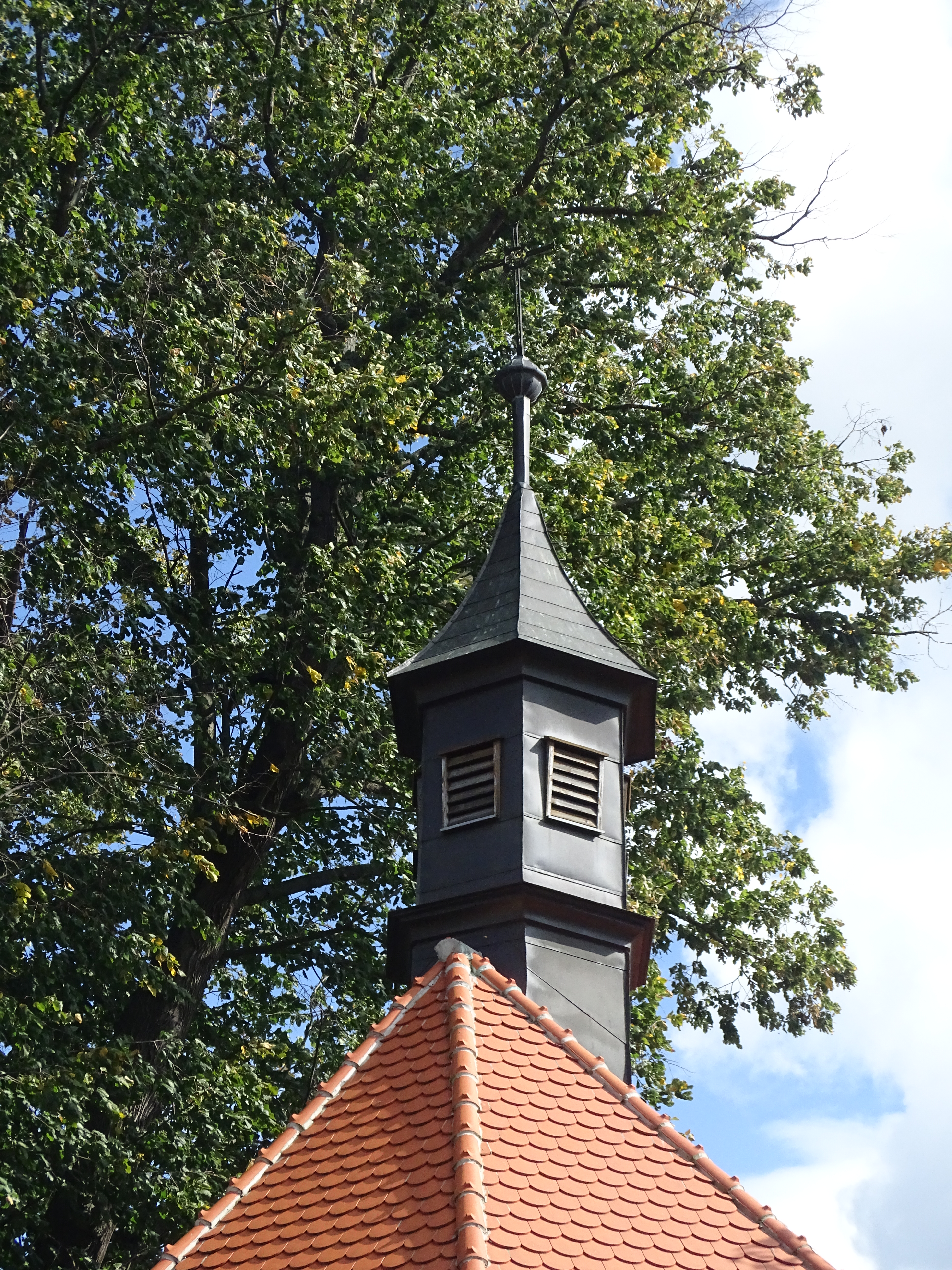
Detail věžičky